# كودة التميمي (تريم)
'

تعديل مصدري - تعديل

كودة التميمي هي إحدى قرى عزلة تريم بمديرية تريم التابعة لمحافظة حضرموت، بلغ تعداد سكانها 27 نسمة حسب تعداد اليمن لعام 2004.